# Proprioseiopsis sarraceniae
Proprioseiopsis sarraceniae är en spindeldjursart som först beskrevs av Muma 1965.  Proprioseiopsis sarraceniae ingår i släktet Proprioseiopsis och familjen Phytoseiidae. Inga underarter finns listade i Catalogue of Life.